# Erika Holst
Ylva Erika Holst, född 8 april 1979 i Varberg, är en svensk före detta ishockeyspelare som sedan 2011 är utvecklingsansvarig för damhockeyn vid Svenska Ishockeyförbundet. Holst spelade för Segeltorps IF i Riksserien och var lagkapten för Sveriges damlandslag i ishockey. Hon blev 1994 första flicka att spela TV-pucken, där hon representerade Halland. Holst blev som 101:a spelare och som första kvinna i historien invald i Svensk ishockeys Hockey Hall of Fame år 2015.

## Biografi
Erika Holst började sin hockeykarriär i Veddige hockeyklubb i Veddige, Varbergs kommun, Halland. Hon spelade även fotboll för Veddige BK.
Holst  deltog i fyra Olympiska vinterspel med Damkronorna: Nagano 1998, Salt Lake City 2002, Turin 2006 och Vancouver 2010.
Den 27 augusti 2011 spelade hon sin 300:e landskamp, då Sverige besegrade Japan med 8–2 i Vierumäki. Hon hade vid det laget spelat flest landskamper av alla damspelare i världen, samt blivit den svenske ishockeyspelare, både damer och herrar inräknade, som spelat flest landskamper.
Den 22 november 2021 blev det officiellt att hon ska bli huvudtränare för Frölunda Hockey dam.
Erika Holst utsågs till Tidernas Forward och ingick i Tidernas All-Star Team för damer när Svenska ishockeyförbundet firade hundra år med Tidernas hockeygala i Avicii arena den 17 november 2022.